# Libertés publiques
Als Libertés publiques werden nach französischem Rechtsverständnis Rechte des Bürgers gegen den Staat bezeichnet.

## Konzeption
Die mögliche Übersetzung mit Grundrechte darf nicht zu einer Gleichsetzung mit den deutschen Grundrechten verführen. Zwei Punkte sind für die französische Konzeption von Bedeutung:
1. Die Assoziation mit der Revolution von 1789 und
2. das Fehlen einer in sich abgeschlossenen Regelung vergleichbar dem deutschen Grundgesetz und die daraus resultierende Zersplitterung der einzelnen Regelungen.

Historisch steht der Begriff also in engem Zusammenhang mit der durch die Aufklärung beeinflussten individualistischen und universalistischen Konzeption der Deklaration der Menschenrechte von 1789. Die Präambeln der Verfassungen von 1946 und 1958 geben ihnen durch Bezugnahme dieselbe Autorität wie der Verfassung selbst: Sie ist noch heute geltendes Recht. Im Gegensatz zu den spezifischen Verfahrensgarantien anderer Staaten (vgl. habeas corpus) hielt man in Frankreich die bloße Proklamation bereits für ausreichend, was ihnen den Vorwurf fehlender Durchsetzbarkeit einbrachte. Nach Ende des Zweiten Weltkrieges rückten neben den klassischen individualistischen Abwehrrechten, der liberté-autonomie (Georges Burdeau), die – zu diesen teils unvereinbaren – positiven Teilhaberechte (liberté-participation) in den Vordergrund.

## Rechtsschutz
Auch im Bereich des Rechtsschutzes sind elementare Unterschiede zu Deutschland erkennbar. In der Vergangenheit war der Rechtscharakter der libertés publiques zweifelhaft: Teils wurden sie für rechtlich nicht verbindlich gehalten, weil sie nur in der Präambel der Verfassung verankert seien. Die Rechtsprechung und die herrschende Lehre haben diese Ansicht mittlerweile aber aufgegeben.
Bis 2010 konnten Einzelne zudem vor Gericht nicht geltend machen, dass ein Gesetz ihre verfassungsrechtlich garantierten Rechte verletze. Der Conseil constitutionnel konnte die Verfassungsmäßigkeit von Gesetzen ausschließlich vor ihrem Inkrafttreten – und damit abstrakt – überprüfen (weshalb sich die Betroffenen statt auf die Verfassung oft auf menschenrechtliche Bestimmungen beriefen, die nach Art. 55 der französischen Verfassung einen höheren Rang als die Gesetze haben). Seit der Einführung des Verfahrens der vorrangigen Frage der Verfassungsmäßigkeit (Question prioritaire de constitutionnalité - QPC) zum 1. März 2010 gibt es nun zwar ein Verfahren der konkreten Normenkontrolle, in dem der Conseil constitutionnel auf Vorlage von Gerichten die Vereinbarkeit bereits in Kraft getretener Gesetze mit den verfassungsrechtlich garantierten Rechten überprüft. Ein Verfahren, in dem Einzelne – wie bei der deutschen Verfassungsbeschwerde – den Conseil constitutionnel selbst anrufen können, gibt es in Frankreich aber nach wie vor nicht.